# محمود علاءالملک
میرزا محمود طباطبائی معروف به میرزا محمودخان علاءالملک از دولتمردان عصر قاجار و چهارمین وزیر علوم ایران بود.

## نسب
وی از نوادگان عبدالوهاب تبریزی که نسب وی هم به حسن مثنی ابن حسن مجتبی می‌رسد.
علاءالملک در تبریز به دنیا آمد. در جوانی برای تحصیل به تفلیس رفت و پس از بازگشت به ایران به عضویت وزارت امور خارجه درآمد. پس از طی مراحل مقدماتی در وزارت امور خارجه، در سال ۱۳۱۲ قمری به عنوان سفیر ایران در استانبول، برگزیده شد که پیش از او برادرش اسدالله ناظم‌الدوله، این سِمَت را برعهده داشت. ناصرالدین شاه به او دستور داده بود که سید جمال‌الدین اسدآبادی، شیخ احمد روحی، میرزا آقاخان کرمانی و خبیرالملک را که در استانبول علیه دولت ایران، فعالیت می‌کردند به ایران بفرستد. علاءالملک، پیوسته بازگشت این افراد را از سلطان عبدالحمید، تقاضا می‌کرد که مورد پذیرش او قرار نمی‌گرفت. تا آنکه ارامنه عثمانی سر به شورش برداشتند و فتنه‌ای بزرگ برخاست. علاءالملک که منتظر چنین فرصتی بود تا به عبدالحمید چنان نمایاند که مسبب اصلی این شورش، فعالیت این افراد بوده است و چندان در فریب عبدالحمید کوشید که در پایان به دستگیری این افراد، رضایت داد اما با کشته شدن ناصرالدین شاه دوباره از این کار، منصرف شد.
پس از آن به تدبیر او و علی اصغر خان اتابک نامه‌ای به عبدالحمید نوشتند که در برابر تحویل این افراد، شورشیان ارمنی را که به خاک ایران پناهنده شده بودند به عثمانی بازگردانند. این پیمان مورد پذیرش عبدالحمید قرار گرفت و میرزا آقاخان کرمانی، روحی و خبیرالملک را به دولت ایران تحویل داد اما دربارهٔ تحویل سید جمال‌الدین مردد ماند. سه شخص نخست پس از تحویل به ایران به سرعت در تبریز کشته شدند و چندی نگذشت که سید جمال‌الدین در استانبول به سرطان مبتلا شد و درگذشت. با این پیش آمد مأموریت علاءالملک در نابودی آزادی‌خواهان ایرانی در عثمانی پایان یافت.
علاءالملک نه تنها با سران آزادی‌خواهان که با دوستان آنان نیز کینه می‌ورزید. از جمله در همان سال (۱۳۱۳ قمری) نامه‌ای از میرزا ابوطالب زنجانی از مجتهدین معروف ساکن تهران که با سید جمال‌الدین مکاتبه داشت را به دست آورده و برای شاه فرستاد که موجب تبعید میرزا ابوطالب شد.
دوران سفارت علاءالملک در عثمانی شش سال به طول انجامید. پس از بازگشت به ایران تغییر روش داد و به جبران کارهای گذشته پرداخت. او پس از زین‌العابدین خان حسام‌الملک به حکومت کرمان رفت و بسیاری از رسم‌های ناپسندی را که حاکمان آن شهر برقرار کرده بودند منسوخ ساخت. پس از بازگشت از کرمان به وزارت علوم منصوب شد و در ربیع‌الاول ۱۳۲۳ قمری به همراه مظفرالدین شاه به اروپا رفت. از جمله اقدامات او در دوران تصدی وزارت علوم، گسترش مدرسه فلاحت مظفری بود.

## زندگی
محمود علاءالملک به سال ۱۲۲۱ در تبریز متولد شد. پدرش میرزا علی‌اصغر مستوفی از علمای تبریز بود. او سه برادر با نام‌های محمد رفیع، اسدالله و فضل‌الله داشت که همه دارای مناصب نظامی و سیاسی بودند.
او در سال ۱۳۰۴ در سن ۸۳ سالگی در تهران درگذشت و در مقبره خانوادگیش در قم به خاک سپردند.
محمود علاءالملک پدربزرگِ پدرِ فرح پهلوی بود.

## فرزندان
۹ فرزند محمود علاءالملک به ترتیب سن:
- سید جواد دیبا (در کودکی فوت کرد)
- سیده مرضیه دیبا ملقب به احتجاب الدوله
- سید محسن دیبا ملقب به سردار مکرم
- سیده ماه‌تاج دیبا ملقب به منورالسلطنه، مادر سهراب طباطبایی دیبا و مادربزرگ فرح پهلوی
- سیده رباب دیبا
- سیده زهرا دیبا
- سیده زیباسادات دیبا
- سید احمد دیبا
- سیده فاطمه دیبا ملقب به افسرالسادات